# Taina
Taina  è una serie televisiva statunitense in 26 episodi trasmessi per la prima volta nel corso di 2 stagioni dal 2001 al 2002.

## Trama
Taina Maria Morales è una giovane donna ispanica che aspira a diventare una cantante e attrice. Insieme con la sua migliore amica, Renee Jones, frequenta la Manhattan High School Of The Performing Arts.

## Personaggi
- Taina Maria Morales (26 episodi, 2001-2002), interpretata da	Christina Vidal.
- Renee Aretha Jones (26 episodi, 2001-2002), interpretata da	Khaliah Adams.
- Lamar Carlos Johnson (26 episodi, 2001-2002), interpretato da	Christopher Knowings.
- Daniel Nathaniel McDaniel (26 episodi, 2001-2002), interpretato da	David Oliver Cohen.
- Martiza Hogg (26 episodi, 2001-2002), interpretata da	LaTangela.
- Gloria Morales (13 episodi, 2001-2002), interpretata da	Lisa Velez.
- Gregorio 'Abuelo' Sanchez (12 episodi, 2001-2002), interpretato da	Manolo Villaverde.
- Eduardo Morales (11 episodi, 2001-2002), interpretato da	Josh Cruze.
- Papito (9 episodi, 2001-2002), interpretato da	Ruben Rabasa.
- Hector Colon (8 episodi, 2001-2002), interpretato da	Joseph Bertót.
- Santito Morales (7 episodi, 2001), interpretato da	Brandon Iglesias.
- Titi Rosa (6 episodi, 2001), interpretata da	Selenis Leyva.
- Austin (4 episodi, 2002), interpretato da	Kevin Derkash.
- Santito Morales (4 episodi, 2002), interpretato da	Jacob Urrutia.
- Alex (2 episodi, 2001-2002), interpretato da	Nick Cannon.
- RB (2 episodi, 2001), interpretato da	James Edward Coleman II.

## Produzione
La serie, ideata da Maria Perez-Brown, fu prodotta da Dorado Entertainment e Nickelodeon Network e girata negli studios della Nickelodeon a Hollywood in California e a Orlando in Florida. Le musiche furono composte da Chuck Giscombe.

### Registi
Tra i registi della serie sono accreditati:
- Kim Fields (5 episodi, 2001-2002)
- Carl Lauten (2 episodi, 2001)

## Distribuzione
La serie fu trasmessa negli Stati Uniti dal 2001 al 2002 sulla rete televisiva Nickelodeon. In Italia è stata trasmessa nel 2004 su Disney Channel con il titolo Taina.

## Episodi
| Stagione         | Episodi | Prima TV USA | Prima TV Italia |
| ---------------- | ------- | ------------ | --------------- |
| Prima stagione   | 13      | 2001         | 2004            |
| Seconda stagione | 13      | 2002         | inedita         |